# Molophilus arcanus
Molophilus arcanus är en tvåvingeart som beskrevs av Alexander 1927. Molophilus arcanus ingår i släktet Molophilus och familjen småharkrankar. Inga underarter finns listade i Catalogue of Life.